# 2590 Mourão
Mourão (asteroide 2590) é um asteroide da cintura principal, a 2,065686 UA. Possui uma excentricidade de 0,118087 e um período orbital de 1 309,33 dias (3,59 anos).
Mourão tem uma velocidade orbital média de 19,46137232 km/s e uma inclinação de 6,13141º.
Este asteroide foi descoberto em 22 de Maio de 1980 pelo astrônomo brasileiro Ronaldo Mourão.